# Ришард Чубачињски
Ришард Маријан Чубачински (рођен 8. септембра 1938. у Бродију) – пољски филолог, сценариста, новинар и музеолог. У периоду 1988–2011. године био је директор Музеја града Лођа.

## Биографија
Завршио је средњу школу Болеслав Прус у Скерњевицама (1955). Дипломирао је пољску филологију на Универзитету у Лођу (1960).
Укључио се у умјетнички покрет током студија. У периоду 1959–1963. година сарађивао је са Студентским сатиричним позориштем (СТС) „Пастрмка“ у Лођу као глумац и текстописац, а од 1967. и као књижевни редитељ. Године 1971. укључио се у студентски клуб „Под сиодемками“, којим је руководио и за који је креирао умјетничке програме. Такође је био сценариста и текстописац за друга студентска позоришта. Сарађивао је и са бројним студентским кабареима, међу којима: са „Фигом“, „Агавом“ и „У Бену“. У то време је радио и као наставник пољског језика.
У периоду 1972–1983. године радио је као уредник и креатор програма у Телевизијском центру у Лођу, гдје је креирао сценарио за серију „Добро вече, овдје Лођ“ и друге забавне програме, укључујући: „Пори године у пјесми“, „Вилијска и сицилијска пјесма“, „Шпанска романса“. У периоду 1984–1985. био је повезан са „Естрадом Лођа“, којом је руководио као генерални и умјетнички директор.
Такође је писао текстове пјесама за бројне извођаче, укључујући: композиторе као што су: Анджеј Брзозовски, Костас Џокас, Јежи Грунвалд, Пјотр Хертел, Војциех Кацперски, Пјотр Калузни, Влођимјеж Корч, Јануш Коман, Славомир Ковалевски, Марјан Лихтман, Чеслав Мајевски, Пјотр Марчевски, Јежи Милијан, Ришард Познаковски, Уршула Жечковска, Бернард Солтисик, Јацек Шчигјел, Мациеј Шњегоцки, Војцјех Тжцински, Јулиуш Вацлавски, Анджеј Зилис. Многе од ових композиција су освојиле награде.
Пјесме са његовим текстовима могу се чути, између осталих: у извођењу вокала као што су: Богдан Чизевски, Елени, дуо Фрамеровје, Јежи Грунвалд, Happy End, Ана Марија Јопек, Софија Каминска, Марија Котербска, Казимјеж Ковалски, Стениа Козловска, Јацек Лех, Алицја Мајевска, Луцина Овсињска, Александер Пјечул, Јежи Поломски, бенд Pro Contra, Кристина Проњко, Данута Рин, Тадеуш Рос, Лидија Станиславска, Јадвига Стжелецка, бенд Трубадурзи, Ирена Возниацка.
Написао је либрето за мјузикл Пинокио према бајци Карла Колодија (музика В. Корч), изведен у музичким позориштима у Гдињи (режија Бернард Шиц) и Гљивицама (режија Павел Габара).
У периоду 1984–1988. године био је директор Одјељења за културу и умјетност Градске канцеларије Лођа, а од септембра 1988. директор Музеја града Лођа.
Аутор је албума о Музеју града Лођа Палата музеја (Лођ . 2003. ISBN 83-87434-31-0. Недостаје или је празан параметар |title= (помоћ)).

## Награде
- Друга награда на Међународном фестивалу студентске културе за пјесме „Зелени пејзаж“ и „Молитва“
- 1972. – Прва награда на Телевизијској берзи пјесама за пкесму „Прерано је, још не сада“
- 1972. – признање на Националном фестивалу пољске пјесме у Ополеу за текст пјесме „Не обећавај, не куни се“
- 1973. – Прва награда на Сајму телевизијске песме за пјесму „Чекаћу још један дан“
- 1974. – Прва награда на Телевизијској берзи пјесама за пјесму „Кад би само ријеч“

## Одликовања
- Сребрни крст за заслуге (1978.)
- Медаља „За заслуге у националној одбрани“ (1982.)
- Медаља 40. годишњице Народне Републике Пољске (1984.)
- Медаља „Чувар националних места сећања“ (1987.)
- Сребрна медаља „За заслуге у култури Глорија Артис“ (2010.)[3]

## Најважније пјесме
- „Bal na dwoje serc” (музика A. Brzozowski)
- „Jak ci to powiedzieć” (музика W. Korcz)
- „Jeszcze dzionek zaczekam” (музика B. Sołtysik)
- „Jeszcze za wcześnie, jeszcze nie teraz” (музика J. Szczygieł)
- „Mój mężczyzna musi mieć swój styl” (музика P. Hertel)
- „Na miłość nigdy nie jest za późno” (музика A. Brzozowski)
- „Nie obiecuj, nie przyrzekaj” (музика W. Korcz)
- "Nie warto o tym mówić" (музика A. Żylis)
- „Po złocie, po zieleni” (музика C. Majewski)
- „Świat starych filmów” (музика A. Brzozowski, B. Sołtsik)
- „Ty jak niebo – ja jak obłok” (музика P. Kałużny)
- „Zielony pejzaż” (музика P. Hertel)
- „Żeby choć słowo” (музика W. Korcz)